# Старі Тукмачі
Старі Тукмачі́ (рос. Старые Тукмачи) — присілок в Зав'яловському районі Удмуртії, Росія.
Знаходиться на захід від присілка Стара Казмаска, на обох берегах невеликої лівої притоки річки Руська Казмаска.

## Населення
Населення — 12 осіб (2010; 3 в 2002).
Національний склад станом на 2002 рік:
- росіяни — 100 %

## Урбаноніми[3]
- вулиці — Верхня, Зарічна, Лісова, Польова, Ставкова, Центральна
- провулки — Береговий, Зарічний